# Parc national forestier de Longwanqun

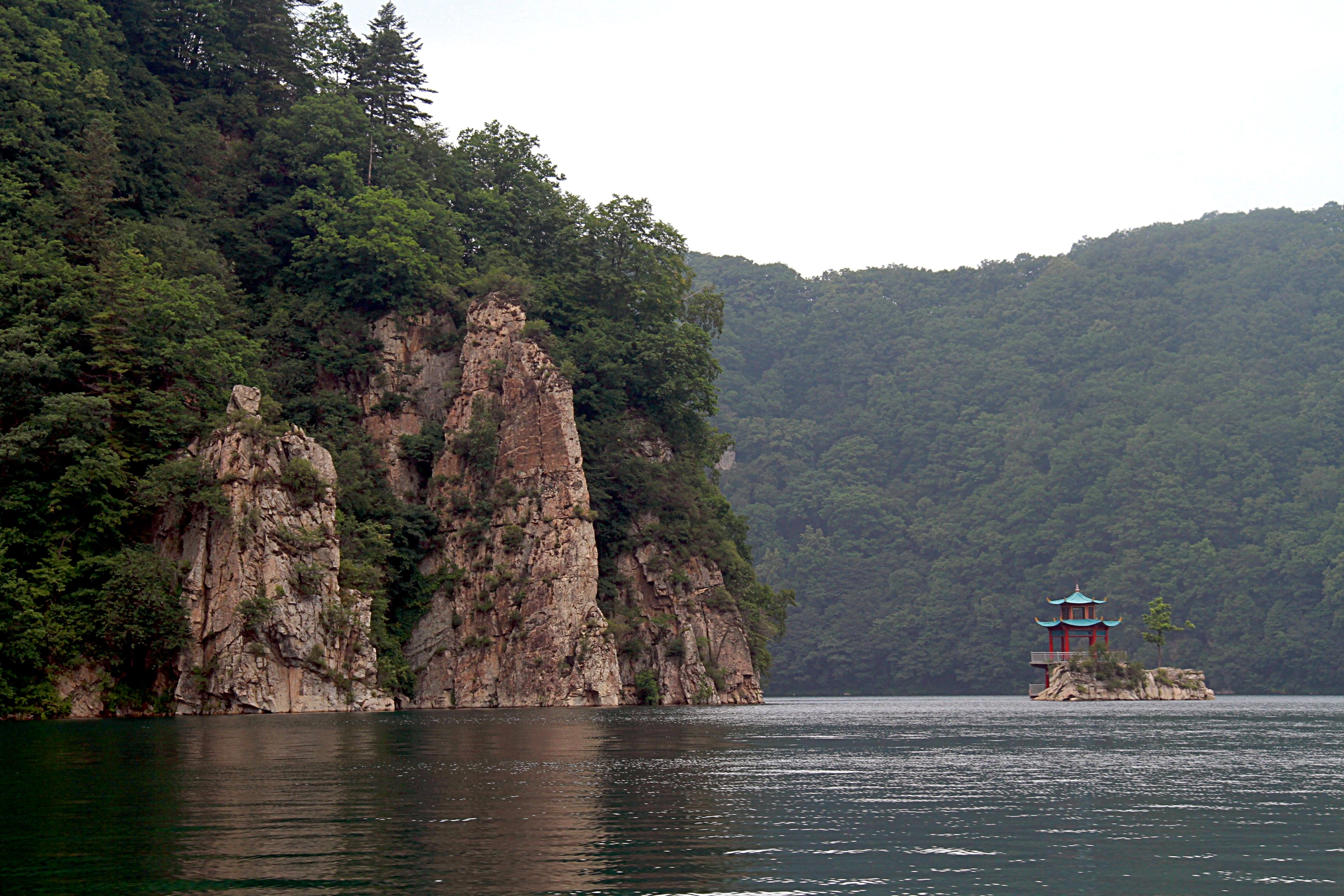
Lac de cratère de Sanjiaolong dans le parc national forestier de Longwanqun

Le parc national forestier de Longwanqun est un parc national chinois situé dans la province de Jilin, au nord-est du pays. Il s'étend sur 15 061 ha et est remarquable par la présence de 7 lacs de cratère et plusieurs chutes d'eau. Géologiquement parlant, le parc fait partie du Massif du Changbai et écologiquement parlant, il fait partie de l'écorégion des forêts mixtes de Mandchourie.
La zone a été désignée parc national en 1992 et fait partie de la liste verte de l'UICN depuis 2014.